# Station Ajikawaguchi
Station Ajikawaguchi (安治川口駅, Ajikawaguchi-eki) is een spoorwegstation in de wijk Konohana-ku in Osaka, Japan. Het wordt aangedaan door de JR Yumesaki-lijn. Het station heeft geen eigen stationsmeester, maar wordt bediend vanuit Nishikujō. Het station wordt ook gebruikt voor goederenoverslag.

## Treindienst
- JR West
  - Spoor 1: JR Yumesaki-lijn richting Nishikujō
  - Spoor 2: JR Yumesaki-lijn richting Sakurajima

## Geschiedenis
Het station werd in 1898 geopend aan de Nishinari-lijn en werd tevens het eindpunt. Zeven jaar later werd de lijn doorgetrokken richting Sakurajima. In 1940 vond er een ernstig ongeluk met een benzinewagen plaats; er vielen meer dan 150 doden. In 1961 werd de Osaka-ringlijn geopend, waardoor de Yumesaki-lijn het gedeelte tussen Nishikujō en Sakurajima overnam. In 1999 werd het station verhoogd.

## Overig openbaar vervoer
Bus 99

## Stationsomgeving
- Dependance van Japan Post Service
- Dependance van Sagawa Express
- Fabriek van Sumitomo Metal Industries

Nishikujō · Ajikawaguchi · Universal City · Sakurajima